# Angela Steinbach
Angela Steinbach (Cléveris, Alemania, 31 de marzo de 1955) es una nadadora alemana retirada especializada en pruebas de estilo libre, donde consiguió ser medallista de bronce olímpica en 1972 en los 4 x 100 metros estilo libre.

## Carrera deportiva
En los Juegos Olímpicos de Múnich 1972 ganó la medalla de bronce en los 4 x 100 metros estilo libre, con un tiempo de 3:57.93 segundos, tras Estados Unidos (oro) y Alemania Oriental (plata), siendo sus compañeras de equipo: Gudrun Beckmann, Heidemarie Reineck y Jutta Weber.